# Rhorus takagii
Rhorus takagii là một loài tò vò trong họ Ichneumonidae.